# Liga Unify
La Liga Unify (en inglés: Unify League), conocida en su origen como Superliga, es una empresa mercantil creada con la finalidad de organizar una competición internacional de clubes de fútbol a nivel europeo.
El proyecto fue anunciado el 19 de abril de 2021, y fue suscrito por todos sus miembros fundadores: Real Madrid, Manchester United, Juventus, Milan, Chelsea, Arsenal, Atlético de Madrid, Inter de Milán, Liverpool, Manchester City, Tottenham y Barcelona. Florentino Pérez fue nombrado presidente de dicha sociedad mercantil; y Andrea Agnelli junto a Joel Glazer, vicepresidentes.
El concepto fue recibido con una fuerte oposición por parte de aficionados, clubes y federaciones, así como principalmente por la UEFA, al verse afectada su principal competición, con la que supuestamente rivalizaría, la Liga de Campeones. Su anuncio provocó gran rechazo y presión mediática por parte de estamentos y gobiernos, lo cual hizo que el proyecto quedase en suspensión tras comunicar la mayoría de clubes implicados que renunciaban, al menos momentáneamente, a seguir adelante con el mismo (jurídica y contractualmente, siguen perteneciendo a la sociedad). Tres de los miembros, Real Madrid, F. C. Barcelona y Juventus, continuaron con el proyecto aunque la Juventus se retiró en junio de 2023, al entender que la UEFA contravenía la legislación de la Unión Europea sobre la libre competencia, ejerciendo una posición de monopolio.
En octubre de 2022, A22 Sports Management, una empresa formada para «patrocinar y ayudar» en la creación de la Superliga europea, anunció que relanzaría la competencia. La empresa nombró a Bernd Reichart como director general de A22. Reichart afirmó que el modelo financiero del fútbol europeo es insostenible y que el acceso al nuevo formato estaría abierto con la membresía permanente fuera de la mesa. La UEFA se reunió con A22 Sports Management para expresar su total desacuerdo con el plan de la Superliga. En febrero de 2023 se publicó un manifiesto para la resurrección propuesta de la Superliga, en el que se afirmaba que la liga sería una competición multidivisional con ascensos y descensos basados en el mérito, pero esto nuevamente dio lugar a discusiones.

## Formato

### Sistema de competición
Sería un campeonato semicerrado en el que participarían 20 clubes: los 12 clubes fundadores que tendrían garantizada su participación independientemente de los resultados deportivos, a los que se sumarían tres clubes invitados y otros cinco equipos que se clasificarían cada año para poder disputarla o que recibirían invitaciones para participar.
- Todos los partidos se jugarían entre semana. Como queda claro en el proyecto de los creadores, los clubes participantes seguirían compitiendo en sus respectivas ligas nacionales según el calendario tradicional, aunque ya han sido sancionados los equipos británicos, y advertidos y comunicados por la UEFA y la FIFA todos los equipos sobre la probable expulsión y sanción a los que participen en la Superliga.
- La temporada comenzaría en agosto con la participación de los clubes en dos grupos de diez, que jugarían partidos de ida y vuelta; los tres primeros de cada grupo se clasificarían automáticamente para los cuartos de final. Los equipos que terminasen en cuarta y quinta posición jugarían un playoff de acceso a la fase eliminatoria adicional a doble partido. Posteriormente se jugaría la fase eliminatoria de doble partido a partir de cuartos para llegar a la final, que se disputaría a partido único, a finales de mayo, en una sede neutral.

### Financiación
La nueva competición atrajo el interés del gigante estadounidense de banca de inversión JPMorgan Chase, que prometió 5 mil millones de $ para su formación. Tras el anuncio del lanzamiento de la Superliga en abril de 2021, la banca JP Morgan, bajó su calificación de sostenibilidad dos puntos en el rating de Standard Ethics, que califica a las empresas según su sostenibilidad:
“Standard Ethics juzga que tanto las orientaciones mostradas por los clubes de fútbol involucrados en el proyecto como las del banco estadounidense son contrarias a las mejores prácticas de sostenibilidad, que son definidas por la agencia de acuerdo con las directrices de la ONU, la OCDE y la Unión Europea, y tienen en cuenta los intereses de las partes interesadas”.

## Historia

### Trasfondo
Las propuestas de una futura Superliga Europea datan desde 1998, cuando la corporación italiana Media Partners investigó la idea, que acabó fracasando cuando la UEFA anunció el formato de la Liga de Campeones. Varias propuestas fueron realizadas durante las siguientes dos décadas, con poco éxito. Las propuestas relacionadas incluyeron la ambiciosa «jornada 39» de la Premier League para capitalizar los lucrativos mercados extranjeros.

### Creación y anuncio
En octubre de 2020, Sky Sports anunció que la FIFA estaba ideando un sistema de liga anual que se llamaría la Superliga Europea de fútbol, con la idea de reemplazar a la Champions League, y que involucraría a 18 equipos participantes en un formato de todos contra todos que desembocaría en un playoff de eliminación directa sin descensos, un sistema similar a las competencias más populares de Estados Unidos como la NFL o NBA. Los equipos de fútbol inglés, junto a equipos españoles e italianos fueron invitados. El Fútbol Club Barcelona aceptó la invitación, un día antes de que su presidente Josep María Bartomeu abandonara su cargo.
El 21 de enero de 2021 la FIFA y las seis confederaciones de fútbol (AFC, CAF, CONCACAF, CONMEBOL, OFC y UEFA) anunciaron en un comunicado de prensa su rechazo a la idea de una futura liga europea. Cualquier club o jugador que estuviera involucrado en un hipotético nuevo sistema de liga sería expulsado de su liga nacional y de la competencia internacional que pudiera disputar. Sin embargo, el Liverpool y el Manchester United siguieron conversaciones involucrando este tema; los documentos propuestos indicaban que la temporada inaugural de la liga sería en 2022-23, con 15 clubes fundadores y permanentes, incluyendo seis clubes de la Premier League. Cada equipo recibiría 320 millones de euros, siguiendo un pago anual por temporada de 213 millones de euros.
La liga fue anunciada el 18 de abril de 2021, a través de un comunicado de prensa enviado por los clubes fundadores. El anuncio se produjo en vísperas de una reunión del Comité Ejecutivo de la UEFA, que tenía la intención de renovar y ampliar la Liga de Campeones de la UEFA desde la temporada 2024-25 con el fin de aumentar el número de partidos y los ingresos. El comunicado de prensa declaraba la intención de «proporcionar partidos de mayor calidad y recursos financieros adicionales para la pirámide del fútbol en general» al mismo tiempo que «proporcionar un crecimiento económico y un apoyo significativamente mayores para el fútbol europeo a través de un compromiso a largo plazo de pagos solidarios ilimitados que crecerá en línea con los ingresos de la liga».
El 18 de abril de 2021, el New York Times informó que 12 clubes de Inglaterra, Italia y España habían acordado en principio formar una Superliga Europea, y que cada equipo ganaría más de 400 millones de dólares por participar en la competición.

### Oposición
La publicación por parte de los equipos de su participación generó una reacción negativa por parte de la UEFA y las asociaciones de fútbol y ligas de fútbol de primer nivel de Inglaterra, Italia y España, quienes emitieron un comunicado conjunto en el que indicaban que no permitirían que la Superliga siguiera adelante. La UEFA también reiteró que cualquier club involucrado en una Superliga sería excluido de todas las demás competiciones nacionales, europeas y mundiales, y que a sus jugadores se les podría negar la oportunidad de representar a sus selecciones nacionales. La federación francesa de fútbol y la liga profesional francesa también emitieron un comunicado oponiéndose a la propuesta de la Superliga. El presidente francés Emmanuel Macron y el primer ministro británico Boris Johnson también expresaron su oposición al plan. Los aficionados también expresaron su oposición; la organización Football Supporters Europe calificó la propuesta de «ilegítima, irresponsable y anticompetitiva por diseño».Aficiones Unidas, que representa a 35 peñas y 800.000 aficionados de España, reafirmó su oposición.
También se oponen públicamente destacados clubes como el Atlético de Madrid, jugadores como Bruno Fernandes, Joao Cancelo, James Milner, Ander Herrera, y Mesut Özil,  Daniel Podence, los exjugadores Gary Neville, Gary Lineker o Luis Figo;y entrenadores como Pep Guardiola y Roberto De Zerbi.
Durante un tiempo, los clubes de LaLiga posaron con lemas contra la Superliga antes de los partidos. El lema Gánatelo en el campo estaba impreso sobre las camisetas de los jugadores que compitieron  en los estadios de Cádiz, Betis, Mallorca y Alavés. Los clubes Villarreal, Valencia, Cádiz CF, Granada CF y Levante UD respaldaron la acción y la difundieron en sus redes sociales. 
Estos lemas también fueron utilizados por los clubes ingleses para manifestarse en contra de la Superliga. Los jugadores del Leeds salieron al campo con camisetas que decían Football is for the fans. Como parte de una protesta unificada los equipos ingleses Brighton, Southampton, Aston Villa, Everton y hasta 14 clubes lucieron camisetas con el lema Earn it on the pitch (Gánatelo en el campo) para mostrar su oposición a la Superliga.
En julio de 2024, el gobierno británico anunció cambios legislativos en la ley del futbol para impedir que los clubes británicos puedan unirse a ligas cerradas, disidentes o sin licencia, como la Superliga Europea.

### Reacciones de los estamentos
La UEFA y la FIFA anunciaron en otro comunicado de prensa que todos los equipos que formasen parte de esta competencia serían expulsados de su liga nacional y de las competencias internacionales (UEFA Champions League y UEFA Europa League) que estuvieran disputando. También advirtieron que los jugadores que formasen parte de estos equipos serían expulsados de todo tipo de campeonato que estuviera bajo el nombre de UEFA y FIFA, incluyendo competiciones de selecciones nacionales como la Copa Mundial de Fútbol.
Las primeras sanciones aplicadas fueron las del fútbol británico. Los seis equipos implicados acordaron el pago conjunto de una multa de 22 millones de libras (25 millones €) a la Premier League, aceptando también que la adhesión futura a competiciones no organizadas por la UEFA o la Premier sean castigadas con más de 20 millones de libras (23,2 millones de euros) y la deducción de 30 puntos de la clasificación en la liga británica.

### Abandono de la competición
Como consecuencia de las fuertes críticas por parte de aficionados, todos los clubes fundadores a excepción de Barcelona, Real Madrid y Juventus anunciaron su retirada. En junio de 2023 Juventus también se retiró de la Superliga. A pesar de esto, emitieron declaraciones públicas "retractándose" del proyecto de Superliga. Todos estos equipos emitieron comunicados de prensa en sus respectivas páginas web.
Los simpatizantes de los clubes ingleses celebraron el retiro de sus equipos, después de haber realizado marchas y protestas en contra de la competición. Algunas de estas manifestaciones se dieron en las afueras de los estadios de fútbol. Para la mayoría de los aficionados este proyecto es una traición: "Los aficionados, también los de los equipos fundadores (de la Superliga Europea), sentimos vértigo, traición y desposesión", dijo Ronan Evain, quien se desempeña como coordinador de la red de hinchas Football Supporters Europe

### Intento de relanzarla
El 19 de octubre de 2022, A22 Sports Management, la empresa con sede en España que "patrocina" y "asiste" en "la creación de la Superliga Europea", nombró como director general a Bernd Reichart, antiguo director general de la cadena alemana RTL. Ese mismo día, Reichart afirmó que la Superliga Europea "se relanzaría en tres años". Añadió que el fútbol europeo "se está volviendo insostenible" con el "sistema actual". Tras afirmar que "el fútbol europeo de clubes no está a la altura de su potencial", declaró que "la afiliación permanente está fuera de la mesa" y que, en su lugar, las "partes interesadas" deberían discutir "una competición abierta basada en el mérito deportivo". La UEFA respondió que había recibido una carta de la A22 y "consideraría la solicitud de reunión a su debido tiempo", mientras que la dirección de la Premier League dirigió a las partes interesadas a su declaración del 9 de junio de 2021, firmada conjuntamente con la Asociación Inglesa de Fútbol, en la que se reconocía que las acciones de sus clubes miembros para participar en una Superliga fueron un "error" y, por lo tanto, "el asunto" se daba por finalizado".
La reunión de la UEFA con A22 Sports Management se celebró el 8 de noviembre de 2022, y a ella asistieron representantes de todos los sectores para manifestar su total desacuerdo a la Superliga. A la reunión asistieron una treintena de personas, entre ellas, el presidente de la UEFA, Aleksander Čeferin, el jefe de la Asociación de Clubes Europeos (ECA) del Paris Saint-Germain, Nasser Al-Khelaifi, el presidente de La Liga, Javier Tebas, y más de 20 altos funcionarios de la ECA, ligas continentales, grupos de aficionados y asociaciones de futbolistas. Todos ellos manifestaron seguir firmemente en contra del plan de la Superliga.

La ex leyenda del Bayern de Múnich, Karl-Heinz Rummenigge, dijo: 
“En el fútbol, debes darte cuenta cuándo el juego se pierde y tu juego se pierde para siempre”.
Aún con esta posición frontal del mundo del fútbol a la Superliga, su nuevo representante, Bernd Reichart, continúa deseando abrir un diálogo, según Al-Khelaifi del Paris Saint-Germain ya que “el fútbol no es un contrato legal, sino un contrato social. Hay que respetar a los aficionados".

## Procedimiento judicial en el Tribunal de Justicia de la Unión Europea

### Situación del procedimiento judicial
El 15 de diciembre de 2022, Athanasios Rantos, Abogado General del Tribunal de Justicia de la Unión Europea (TJUE), emitió un informe en el que afirmaba que los reglamentos de la FIFA y de la UEFA no entran en conflicto con las leyes sobre libre competencia de la Unión, además, las federaciones nacionales tienen potestad para vetar la participación en sus competiciones de los clubes que compiten en la Superliga. La opinión del Abogado General no tiene por qué coincidir con la sentencia que dicten los magistrados dentro de unos meses, pero suele coincidir en un 80% de las ocasiones. Según fuentes jurídicas de la UEFA, «con la rotundidad con la que se ha expresado el abogado, puede haber matices en la sentencia, pero lo normal es que los 15 jueces sigan la línea marcada por el abogado general».
Según el periodista deportivo Alfredo Relaño, en el hipotético caso de que el TJUE considerase que la UEFA no tiene el monopolio sobre la competición, no sería nada fácil suplantar la tarea de una organización que lleva desde 1954 organizando 3 competiciones europeas de clubes con más de 230 equipos, pues la Superliga abierta que ha presentado Bernd Reichart es más o menos lo mismo que ya existe.
En enero de 2023, la Audiencia Territorial de Madrid falló a favor de la Superliga. Se prohibió al organismo rector mundial, la FIFA, y a la UEFA, sancionar a los clubes o personas que trabajaron en la creación de la Superliga. Además, también se prohíben todas las medidas que obstaculicen directa o indirectamente el desarrollo del proyecto. La propia UEFA ya había declarado nulos los caminos en el transcurso del procedimiento.

### Litigio en el Tribunal de Justicia de la Unión Europea (TJUE)
Se presentó un litigio ante el Tribunal de Justicia de la Unión Europea (TJUE) sobre el monopolio de la UEFA y la FIFA y las posibles sanciones a los participantes en una hipotética Superliga. El 21 de diciembre de 2023 el TJUE emitió sentencia final, dictando que la UEFA y la FIFA se aprovechan de una posición dominante para restringir el lanzamiento de la Superliga, y que no pueden convertirse en los «árbitros» de la industria europea del fútbol, no obstante, concretó que un proyecto como la Superliga «no tiene que ser necesariamente aprobado» mientras se quiera implantar dentro del ecosistema de la UEFA.Las políticas e intereses de la UEFA y FIFA violan la legislación europea, sobre libre competencia y monopolio en el Mercado Único.

## Argumentos para la Superliga

### A favor
- Ganancia financiera esperada. A los miembros fundadores de la Superliga se les habría ofrecido hasta 310 millones de libras esterlinas cada uno para unirse a la competencia y podrían haber ganado hasta 213 millones de libras esterlinas por temporada.[78]
- Seguridad financiera: la cantidad por temporada representaría más que los ingresos del AC Milan pre-Covid.
- Se enfrentaría ante los clubes-estado de Oriente con garantías de mantener sus plantillas y equipos técnicos al disfrutar de muchos más ingresos.
- Evitaría el declive del equilibrio financiero en el fútbol masculino europeo.
- Ayudaría a los clubes a recuperar ganancias perdidas debido a la pandemia de COVID-19, según Florentino Pérez.[79]
- Finalmente también tendría un sistema de ascenso y descenso y atraería a una nueva generación más joven de aficionados del fútbol al tiempo que mejoraría el VAR y el arbitraje, según Florentino Pérez.[79]
- Sería un grandísimo espectáculo deportivo mundial. Cada jornada se trataría de una "final europea" con los mejores equipos del mundo.
- Ayudaría y motivaría a los clubes más modestos para entrar en la liga, convirtiéndose en un premio equiparable a un título al alcance de aquellos equipos que no tienen oportunidad de alcanzar nunca un título en sus respectivos países.

### En contra
- Amenaza para las ligas nacionales, según presidente del Betis.[80]
- Basada exclusivamente en parámetros económicos, mala praxis económica e interés financiero de las entidades involucradas.[80][81][82]
- Debilita el sistema de ligas nacionales, según Jokin Aperribay de la Real Sociedad.[83]
- Ajena a la afición destruye la red social de apoyo y fomento del deporte, al romper el sistema de ligas.
- En España pone en peligro el sistema de contribuciones a los otros deportes no masivos aprobado en el Pacto de Viana.[84]
- La aportación al PIB de España caería desde un 1,37% a un 0,93%, con la destrucción de 60 000 empleos.[85]
- Empobrecimiento cultural, al anular la identificación con los equipos locales.[86]
- Reduccionismo de las ciudades y equipos locales implicados en el fútbol de élite.[85]

## Equipos fundadores
Doce equipos fueron anunciados como los equipos fundadores, con tres más por añadirse antes de la temporada inaugural. Estos incluyen a los Seis Grandes de la Premier League, a los tres equipos españoles de LaLiga con más campeonatos y a los tres conjuntos italianos con más títulos de la Serie A. La organización de la competición será gobernada por estos quince miembros fundadores, que además tendrán derecho permanente a jugar en todas sus ediciones.
Ante la contundente respuesta por parte de organismos y aficionados, 9 de los 12 clubes fundadores abandonaron el proyecto a las pocas horas del anuncio oficial de la competición, a los que se sumó la Juventus el 6 de junio de 2023.
- Atlético de Madrid (se retiró el 21 de abril de 2021)[87]
- Barcelona
- Real Madrid
- Arsenal (se retiró el 21 de abril de 2021)[88]
- Chelsea (se retiró el 21 de abril de 2021)[89]
- Liverpool (se retiró el 21 de abril de 2021)[90]
- Manchester City (se retiró el 21 de abril de 2021)[91]
- Manchester United (se retiró el 21 de abril de 2021)[92]
- Tottenham Hotspur (se retiró el 21 de abril de 2021)[93]
- Inter de Milán (se retiró el 21 de abril de 2021)[94]
- Juventus (se retiró el 6 de junio de 2023)
- Milán (se retiró el 21 de abril de 2021)[95]

### Directivos
En la siguiente tabla están los dirigentes confirmados de la organización.
| Ocupación      | Nombre           | Otras ocupaciones                          |
| -------------- | ---------------- | ------------------------------------------ |
| Presidente     | Florentino Pérez | Presidente del Real Madrid C.F.            |
| Vicepresidente | Joan Laporta     | Presidente del FC Barcelona                |
| Vicepresidente | Joel Glazer      | Presidente ejecutivo del Manchester United |
| Vicepresidente | John W. Henry    | Director del Liverpool                     |
| Vicepresidente | Stan Kroenke     | Dueño del Arsenal                          |